# أبطع
أبطع بلدة سورية في منطقة حوران بمحافظة درعا في ناحية الشيخ مسكين وهي تقع في المنتصف بين الشيخ مسكين وداعل على طريق دمشق- درعا القديم حيث يقسم البلدة إلى قسمين شرقي وغربي، بلغ عدد سكانها حسب إحصاءات 2004 حوالي 26000 نسمة.حسب تقديرات غير رسمية ولكنها حسب توقعات النمو السكاني وتقع بلدة أبطع على بعد 81 كم عن العاصمة دمشق وتبعد20 كم عن مدينة درعا.

## التسمية
اسمها القديم ايبتا (ipta) أي في اللغة اللاتينية المركز السابع - وتسمى في لسان اليهود ذلفا זִלְפָה zilfah وهو اسم لجارية خادمة لليا زوجة يعقوب ومن ثم تزوجها يعقوب وهي مدفونة في معبد قرب طبرية وقد ذكر ذلك في سفر التكوين -و سكنها الاموريين والرومان واليهود وعرب الغساسنة والعرب المسلمين بعد الفتح.

## التاريخ
يعود تاريخ قرية ابطع ال عام 45 قبل الميلاد ثم تم هجرها لانه ظهر فيها مرض جلدي إلى ان سكنها الرومان ومن بعدهم اليهود ومن ثم العرب قبل 897 سنه من تاريخ 2010.
‌
وتضمن ابطع عدد من المعالم التاريخية اهمها المسجد القديم الذي بني على اثار لكنيس يهودي كان سابقا في بلدة ابطع
ومن اهم الشوارع في بلدة ابطع ما يسمى شارع الببور او شارع سكة الحديد سابقا
ويقطع البلدة من شمالها الى جنوبها بخط طولي مائل
والشارع الاوسط(النصاني)
الذي يعد مركز التسوق بالاضافة الى شارع السوق

## السكان والتعليم
يعد سكان بلدة ابطع من الفئة المتعلمة اذا نسبة الامية فيها لاتتجاوز 3% وتنتشر بين الكبار في السن اكثر من غيرهم
توجد في البلدة 12 مدرسة موزعة على
8 مدارس للتعليم الابتدائي
3مدراس للتعليم الاعدادي
كما توجد مدرسة ثانوية وحيدة في البلدة
ويوجد عدد لابأس به من الطلاب الجامعيين يدرسون في مختلف الجامعات السورية الحكومية والخاصة
يعمل السكان في الزراعة وبعض الاعمال الصناعية كالحدادة والنجارة وتربية المواشي
كما توجد نسبة كبيرة من المغتربين خصوصا في دول الخليج العربي